# Орнитология
Орнитоло́гия (от др.-греч. ὄρνις, род. п. ὄρνιθος — «птица» и λόγος — «учение», «слово», буквально — «наука о птицах») — раздел зоологии позвоночных, изучающий птиц, их эмбриологию, морфологию, физиологию, экологию, систематику и географическое распространение. Термин «орнитология» введён итальянским натуралистом У. Альдрованди в конце XVI века.

## Задачи орнитологии
Среди задач орнитологии: изучение видового разнообразия и числа особей на изучаемой территории, изучение систематики, этологии, физиологии и экологии птиц (кольцевание птиц, миграция птиц), фенологии птиц, проблемы охраны редких видов (гибель птиц на ЛЭП, искусственное гнездовье для птиц, орнитологические заказники), пропаганда (Всемирный день перелётных птиц, День птиц, Международный День птиц, День орнитолога, Птица года в России) и многое другое.
В мировой авиафауне остаётся немало белых пятен. Первые около 450 видов птиц были описаны в 1758 году Карлом Линнеем в его классическом труде «Система природы». Наибольшее количество видов птиц (около 1000) описали Филип Латли Склейтер (1829—1913) и его сын Уильям Склейтер (1863—1944). Открытия продолжаются и в XX и XXI веках. С 1960 по 2010-е годы было описано около 300 новых видов птиц.

## Методы орнитологии
Исследования проводятся разными способами. Самый простой — наблюдение (бёрдвотчинг).
Некоторые исследования проводятся методом кольцевания птиц. Для этого птиц отлавливают специальными сетями или клетками, надевают кольца и отпускают. Для определения размерно-весовых характеристик птиц проводится их измерение.

## Журналы
В мире издаётся около сотни специализированных орнитологических журналов, в том числе:
- Орнитология (с 1958, Россия)
- Русский орнитологический журнал — The Russian Journal of Ornithology  ISSN 0869-4362 (с 1992 года, Россия).
На свободном доступе — http://www.elibrary.ru
- Audubon Magazine (США) — ;
- The Auk, American Ornithologists' Union (США) —  Архивная копия от 16 июня 2009 на Wayback Machine; 1884-
- Bulletin of the British Ornithologists' Club (Великобритания) — ; 1892-
- The Condor — Cooper Ornithological Society (США) — ; 1899-
- Emu (журнал) — Royal Australasian Ornithologists Union, (с 1901, Мельбурн, Австралия) —
- Ибис — British Ornithologists Union (1859, Лондон, Великобритания) —
- Wilson Journal of Ornithology Wilson Ornithological Society (США); 1889-

## Общества
- Мензбировское орнитологическое общество России при РАН, создано в 1992 на основе Всесоюзного орнитологического общества (1983—1991). Центральный совет — в Москве. В 1993 состояло около 1500 членов. Названо по имени академика М. А. Мензбира
- Список орнитологических обществ

## Конгрессы
Международные орнитологические конгрессы проводились в 1884 году (Вена), 1891 (Будапешт), 1900 (Париж), 1905 (Лондон), 1910 (Берлин), 1926 (Копенгаген), 1930 (Амстердам), 1934 (Оксфорд, Великобритания), 1938 (Руан, Франция), 1950 (Уппсала, Швеция), 1954 (Базель, Швейцария), 1958 (Хельсинки), 1962 (Итака, США), 1966 (Оксфорд, Великобритания), 1970 (Гаага, Нидерланды)…
- XVII Международный орнитологический конгресс (1978, Западный Берлин, Германия).
- XVIII Международный орнитологический конгресс (1982, Москва).
- XIX Международный орнитологический конгресс (1986, Оттава).
- XX Международный орнитологический конгресс (1990, Крайстчерч, Новая Зеландия).
- XXI Международный орнитологический конгресс (1994, Вена, Австрия).
- XXII Международный орнитологический конгресс (1998, Дурбан, ЮАР).
- 23-й Международный орнитологический конгресс (10—17 августа 2002, Пекин, Китай).
- 24-й Международный орнитологический конгресс (13—19 августа 2006, Гамбург, Германия).
- 25-й Международный орнитологический конгресс (22-28 августа 2010, Бразилия; 25th International ornithological congress)
- 26-й Международный орнитологический конгресс (18-26 август 2014, Токио, Япония)
- Первый Всероссийский орнитологический конгресс (г. Тверь; 29 января — 4 февраля 2018 г.)[4][5][6].

## История орнитологии
Первые исследования птиц относятся к работам Аристотеля и Плиния. Во многом их методологией руководствовались учёные Средневековья и Возрождения, которые переводили и комментировали их тексты, а также создавали новые труды, включающие новые виды. В середине XVII количество известных птиц стало столь велико, что учёные не могли охватить все связанные научные аспекты и были вынуждены выбирать специализацию.
Появление орнитологии как отдельной дисциплины связано с развитием науки в конце XVIII — начале XIX веков.

## Известные российские орнитологи

### Конец XIX — середина XX века
- Лев Борисович Бёме (1895—1954) — русский орнитолог, профессор.
- Валентин Львович Бианки (1857—1920) — пост заведующего Отделением орнитологии Зоологического института с 1896 по 1920.
- Сергей Александрович Бутурлин (1872—1938) — русский орнитолог и путешественник.
- Михаил Александрович Мензбир (1885—1935) — основатель русской орнитологии, академик АН СССР.
- Павел Владимирович Серебровский (1888—1942) — орнитолог, зоогеограф и палеонтолог, профессор, руководил Отделением орнитологии Зоологического института АН СССР с 1928 по 1940; погиб в блокадном Ленинграде[7].
- Пётр Петрович Сушкин (1868—1928) — заведующий орнитологическим отделом Зоологического музея АН СССР (1920—1928), академик АН СССР.
- Аркадий Яковлевич Тугаринов (1880—1948) — орнитолог, доктор биологических наук, профессор, руководитель Отделения орнитологии Зоологического института АН СССР (1940—1948).
- Леонид Михайлович Шульпин (1905—1942) — исследователь авифауны Дальнего Востока и Тянь-Шаня, автор первого учебника по орнитологии.

### Вторая половина XX — начало XXI века
- Ирина Рюриковна Бёме (род. 04.09.1954) — профессор
- Рюрик Львович Бёме (1927—2000) — руководитель Орнитологической лаборатории МГУ в 1976—2000 годах.[8]
- Константин Николаевич Благосклонов (1910—1985) — автор 600 статей по орнитологии и охране птиц.
- Людмила Сергеевна Богословская (1937—2015) — доктор биологических наук, руководитель Центра традиционной культуры природопользования (Российский научно-исследовательский институт культурного и природного наследия имени Д. С. Лихачёва), исследователь колоний морских птиц, мест гнездования околоводных и редких видов в Арктике и Субарктике.
- Владимир Трофимович Бутьев (род. 1932) — орнитолог, педагог, специалист по редким видам птиц Нечернозёмного центра России.
- Константин Александрович Воробьёв (1899—1988)
- Василий Фёдорович Гаврин (28.02.1918—27.06.1975) — кандидат биологических наук (1956), охотовед, орнитолог.
- Владимир Михайлович Галушин (09.05.1932—27.01.2024) — крупный специалист по хищным птицам.
- Николай Алексеевич Гладков (1905—1975) — заведовал отделом орнитологии Зоомузея МГУ. Соавтор «Определителя птиц СССР» (1948), сводки «Птицы Советского Союза» (1951—1954), Лауреат Государственной премии; среди его учеников Н. Н. Дроздов.
- Георгий Петрович Дементьев (1898—1969) — создатель орнитологической лаборатории МГУ, профессор, Лауреат Государственной премии, Заслуженный деятель науки РСФСР.
- Виктор Рафаэльевич Дольник (1938—2013) — профессор Зоологического института АН СССР (1983), член Российской Академии Естественных Наук (2004).
- Алексей Александрович Естафьев (1941—2016) — доктор биологических наук (1999). Лауреат Государственной премии Республики Коми в области науки.
- Александр Иванович Иванов (1902—1987) — руководил Отделением орнитологии Зоологического института АН СССР с 1949 по 1969.
- Валерий Дмитриевич Ильичёв (1937—2013)
- Юрий Андреевич Исаков (1912—1988) — советский орнитолог, вместе с В. Е. Флинтом и другими авторами участвовал в подготовке многотомной монографии «Птицы СССР», разработке концепции этого издания.
- Борис Александрович Казаков (1938—2006) — орнитолог, ведущий исследователь птиц Северного Кавказа.
- Николай Николаевич Карташёв (1919—1979) — доцент, автор книг «Систематика птиц» (1974) и «Общая орнитология» (1982).
- Елизавета Владимировна Козлова (1892—1975) — советский орнитолог, доктор биологических наук.
- Николай Валентинович Кокшайский (1931—2000)
- Владимир Михайлович Константинов (1937—2012) — российский орнитолог, педагог, доктор биологических наук, профессор; ученик и продолжатель проф. А. В. Михеева; основатель нового направления внутри школы экологической орнитологии — «Экология врановых птиц и проблема синантропизации».
- Юлий Витальевич Костин (1934—1982) — советский орнитолог, художник-анималист, автор книги «Птицы Крыма» (1983); близкий друг Е. П. Спангенберга[9].
- Владимир Михайлович Лоскот (1938—2021) — доктор биологических наук, с 1978 года заведующий Отделением орнитологии Зоологического института РАН.
- Алексей Васильевич Михеев (1907—1999) — советский и российский зоолог-орнитолог, основатель экологической орнитологии, доктор биологических наук (1963), профессор; ученик А. Н. Формозова и Г. П. Дементьева. Известные ученики проф. А. В. Михеева: Л. С. Степанян, В. М. Константинов, И. А. Жигарев, С. М. Климов, А. Г. Резанов, Ц. З. Доржиев, В. Т. Бутьев, А. И. Шураков, А. О. Шубин, С. А. Полозов и др.
- Владимир Александрович Паевский (род. 1937) — российский орнитолог, ведущий специалист по демографии птиц мирового уровня, доктор биологических наук, главный научный сотрудник Зоологического института РАН, почётный член Американского Союза орнитологов (AOU)[10].
- Евгений Николаевич Панов (род. 1936) — ведущий специалист по поведению птиц.
- Леонид Александрович Портенко (1896—1972) — советский орнитолог, доктор биологических наук.
- Святослав Георгиевич Приклонский (1932—2016)
- Юрий Соломонович Равкин (род. 1937) — доктор биологических наук, профессор, заслуженный деятель науки РФ, глава Новосибирской школы орнитологов, ведущий российский специалист по пространственной организации населения птиц.
- Валентин Константинович Рахилин (1932—2003) — доктор географических наук, почётный член Всероссийского общества охраны природы, член Центрального Совета Всероссийского общества охраны природы и Центрального Совета Союза охраны птиц
- Вадим Константинович Рябицев (род. 1944) — доктор биологических наук, профессор кафедры зоологии биологического факультета УрГУ.
- Леонид Леонидович Семаго (1928—2008) — кандидат биологических наук, писатель, почётный член Союза охраны птиц России.
- Геннадий Николаевич Симкин (1935—2014) — доктор биологических наук, научный руководитель Лаборатории орнитологии МГУ
- Евгений Павлович Спангенберг (1898—1968) — доцент МГУ, удостоенный Сталинской премии за работу в составе творческого коллектива Зоомузея МГУ над сводкой «Птицы Советского Союза» (1951—1954).
- Лео Суренович Степанян (1931—2002) — ведущий систематик птиц в СССР и России в конце XX века.
- Владимир Евгеньевич Флинт (1924—2004) — доктор биологических наук, профессор, президент Союза охраны птиц России, «Заслуженный эколог Российской Федерации», академик Российской Академии естественных наук.[11]
- Александр Михайлович Чельцов-Бебутов (1922—1978) — орнитолог, доктор биологических наук, профессор кафедры биогеографии географического факультета МГУ[12].
- Борис Карлович Штегман (1898—1975) — доктор биологических наук.
- Александр Иванович Шепель (род. 1953)— доктор биологических наук, профессор ПГУ (Пермь).[13]
- Константин Алексеевич Юдин (1912—1980) — руководил Отделением орнитологии Зоологического института АН СССР с 1969 по 1978.

## Известные иностранные орнитологи
- Джон Джеймс Одюбон — американский орнитолог и художник-анималист
- Джеймс Бонд — американский орнитолог, имя которого было использовано для главного героя книг Яна Флеминга.
- Хэнкок, Джон (1806—1900) — английский орнитолог и таксидермист.

### Наука
- Отделение орнитологии Зоологического института РАН
- Официальный сайт Мензбировского орнитологического общества.
- Союз охраны птиц России
- Журнал British Birds (англ.)
- www.ornithology.com (англ.)

### Другие
- Электронная библиотека орнитологической литературы
- Ссылки на орнитологические журналы
- Программа «Птицы Москвы и Подмосковья»
- Памяти ушедших орнитологов (2010—2015)